# نخل دم‌دار خوشه‌ای
نخل دم‌دار خوشه‌ای(نام علمی: Caryota mitis) نام یک گونه از تیره نخل است.